# 戈爾登湖
53°41′25″N 10°56′5″E / 53.69028°N 10.93472°E

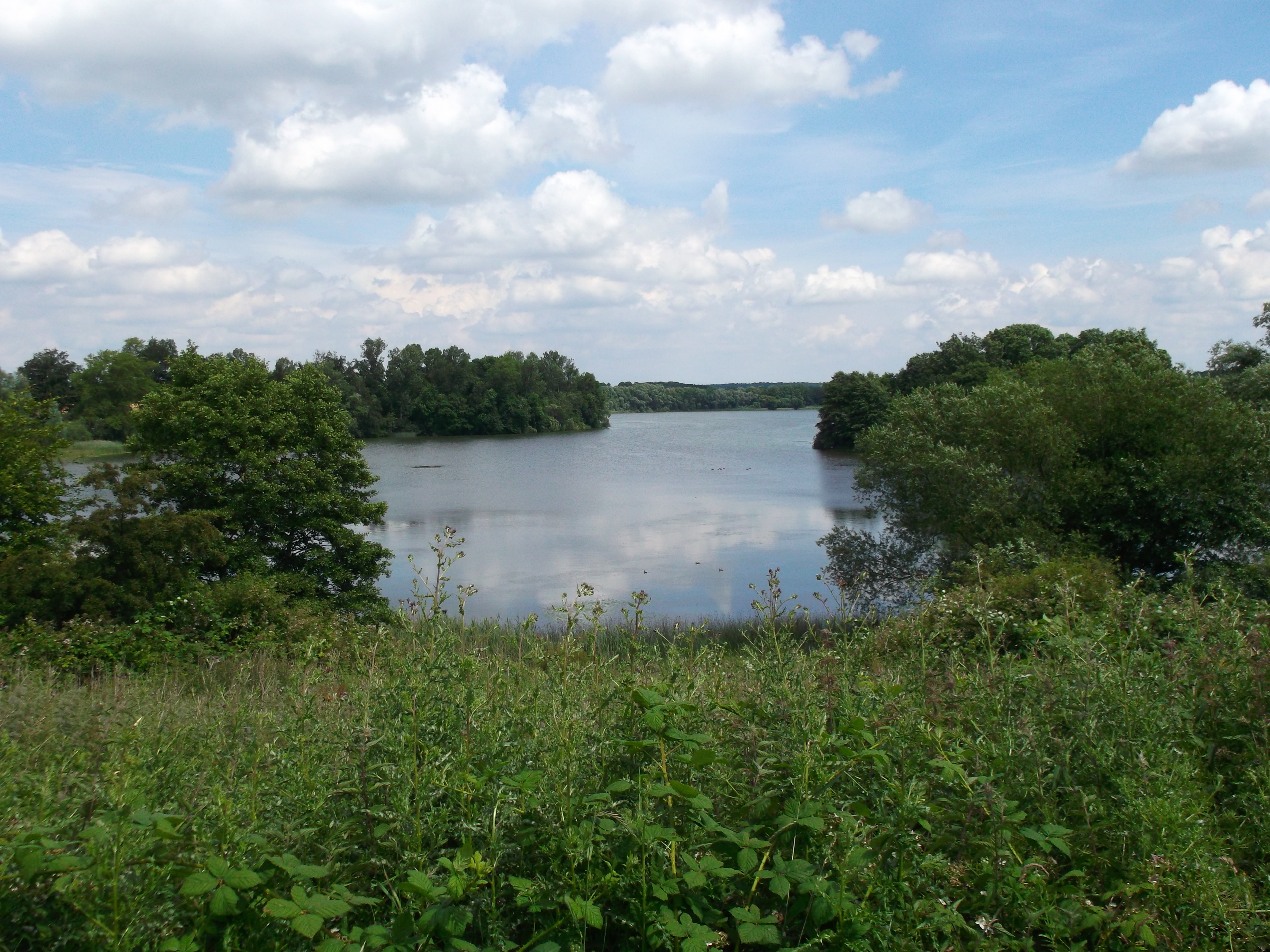

戈爾登湖（德語：Goldensee），是德國的湖泊，位於該國東北部，由梅克倫堡-前波美拉尼亞州負責管轄，處於西北梅克倫堡縣，面積0.9平方公里，海拔高度36米，平均水深3米，最大水深12米。